# Costantino Galli
Costantino Galli (fl. XIX secolo) è stato un architetto italiano della scuola di Pietro Tomba.
Di origini ticinesi, fu attivo a Faenza a metà Ottocento. Nel 1858-59 realizzò il porticato monumentale a emiciclo all'ingresso del Cimitero dell'Osservanza, nel 1856 la bella Rotonda Rossi commissionatagli dal possidente Sebastiano Rossi. La Rotonda, grazie a un ponticello su via Maioliche, era collegata col grande Palazzo Bandini-Spada-Rossi (con ingresso sul Corso di Porta Imolese, oggi Corso Mazzini) opera dell'architetto Pistocchi. L'edificio fu devastato dal bombardamento del 13 maggio 1944 e oggi nel luogo dove si trovava vi è un alto condominio.